# دامنه سطح‌بالای ساختگی
تعدادی دامنه سطح‌بالای ساختگی (به انگلیسی: Pseudo Top Level Domain) برای استفاده در نام‌گذاری‌های رایانه‌ای برای زمان‌های مختلفی تعریف شده‌اند. این دامنه‌های سطح‌بالای ساختگی یا به اختصار دامنه‌های ساختگی (به انگلیسی: Pseudomains) شامل ‎.bitnet, ‎.csnet, ‎.exit, ‎.i2p, ‎.local, ‎.onion, ‎.oz, ‎.freenet و ‎.uucp می‌شود. اگرچه این دامنه‌های سطح‌بالای ساختگی شبیه دیگر دامنه‌های سطح‌بالا به نظر می‌رسند، و همان نحوه عملکرد را در ایجاد نام‌ها در نقاط پایانی شبکه (به انگلیسی: Network Endpoint) به عهده دارند، اما دارای هیچ مفهومی در سامانه نام دامنه جهانی نبوده و فقط برای مقاصد ویژه‌ای مثل آدرس‌دهی دستگاه‌هایی که بواسطه پروتکل اینترنت قابل دسترسی نبودند برای استفاده در سرویس‌هایی چون سرویس پست الکترونیک و یوزنت بواسطه استفاده از UUCP استفاده می‌شوند (یا می شدند).
با اینکه این دامنه‌ها هیچ وقت وضعیتی رسمی پیدا نکردند، به عنوان زیربناهای غیررسمی در نظر گرفته شده‌اند و باور کردنی نیست که چرا تاکنون به عنوان دامنه‌های سطح‌بالا اختصاص پیدا نکردند. یک مورد عجیب در این زمینه دامنه ‎.root می‌باشد که شاید به نظر برسد وجود خارجی دارد.